# Indexi
Indexi su najdugovječniji i najznačajniji bosanskohercegovački pop rock sastav. Djelovali su od 1962. do 2001. godine. U tom razdoblju su objavili dva studijska albuma, 27 singl ploča, te 12 kompilacijskih albuma, no daleko je više njihovih snimljenih pjesama koje iz raznih razloga do sada nisu objavljene. Smatraju se pionirima jugoslavenskog rocka.

## Povijest

### Osnivanje
Sastav Indexi su u ljeto 1962. godine u Sarajevu osnovali brucoši (otuda ideja za ime grupe) Ismet Nuno Arnautalić (gitarist) i Šefko Akšamija (basist), kojima su se u prvoj instrumentalnoj postavi pridružili Slobodan Bobo Misaljević (gitara), Đorđe Uzelac (klavijature) i Nedo Hadžihasanović (bubnjevi).
U početku su svirali instrumentalnu glazbu, obrade svjetskih hitova grupa kao što su The Shadows i The Kinks, ali je s njima u dvorani "Sloga" povremeno nastupao pjevač Alija Hafizović. Godine 1963. događa se prva personalna promjena u postavi: umjesto Nede Hadžihasanovića, za bubnjeve dolazi Đorđe Kisić.
Na prvoj Gitarijadi u Beogradu 1964. Indexi su osvojili drugo mjesto i kao nagradu dobili mogućnost da snime prvi singl na kome su se našle četiri instrumentalne teme. Odlučili su se za obrade tadašnjih hitova “Sedam Veličanstvenih” (tema iz filma “The Magnificent Seven”), “Večeras u gradu mladih” (Johnny and the Hurricanes - “Teensville Tonight”) i “Atlantida” (The Shadows - “Atlantis”), dok je temu “Nikada” skladao Ismet Arnautalić i to je bila prva autentična rock kompozicija u BiH.
Krajem 1964. Indexima se priključuje pjevač Davorin Popović (rođen 1946.), koji je do tada nastupao s grupom Pauci. Tokom 1965. nastavlja se osipanje prvobitne postave. Grupu napuštaju Slobodan Misaljević, Šefko Akšamija i Đorđe Uzelac, a iz grupe Lutalice dolaze gitarist Slobodan Bodo Kovačević (rođen 1946.) i basist Fadil Redžić (rođen 1946.).
Godine 1967. Indexi nastupaju na prvom sarajevskom festivalu Vaš šlager sezone, održanom u travnju u dvorani Đuro Đaković, na kojemu su izveli Kovačevićevu kompoziciju “Oko malih stvari svađamo se mi” koju je PGP RTB objavio na festivalskoj ploči. Na natjecanju za Pjesmu Eurovizije izveli su Kovačevićevu pesmu “Pružam ruke”, i ona je kompletirala drugi singl Indexa, uz pjesme “Zašto je prazan čitav svijet”, “Naše doba”, i obradu pjesme “Nowhere Man” sastava The Beatles (u njihovom prepjevu “Jednom smo se svađali”). Dolaskom orguljaša i kompozitora Kornelija Kovača 1967. godine, Indexi se sve više orijentiraju na vlastiti materijal. Listopada 1967. godine svirali su na festivalu u Opatiji i postali prvi VIS koji je sudjelovao na toj manifestaciji. Izveli su pjesme “Nedjeljom ujutro” i “Neću biti sam” Đorđa Novkovića. Te godine su često na koncertima i pločama pratili pjevačicu Zdenku Vučković. U studenom 1967. godine otišli su na dvomjesečnu turneju po SSSR-u. Po povratku su nastupili na festivalu "Vaš šlager sezone 68." s pjesmom “Pustinjak”, koja je uz skladbe drugih izvođača zabilježena na albumu u izdanju PGP RTB-a. 
U proljeće 1968. godine bubnjar Đorđe Kisić napušta Indexe, a na njegovo mjesto dolazi Miroslav Šaranović (rođen 1946. u Osijeku, ex Dinamiti, Pro arte). 
Na Opatijskom festivalu ’68. Indexi su s kompozicijom Petka Kantardžijeva “Jutro će promijeniti sve” osvojili treću nagradu, a izveli su i Kornelijevu kompoziciju “Ako jednom budeš sama”. Te jeseni Kornelije je prešao u Beograd i osnovao Korni grupu. U postavu ulazi novi klavijaturist, Đorđe Novković.

### Najznačajnije razdoblje
Slijedi povijesni datum u karijeri Indexa – 15. siječnja 1969. Tog dana započelo se snimanje pjesme “Plima”, koju je skladao Slobodan Bodo Kovačević, a tekst napisao Kornelije Kovač. 
11. listopada je snimljena prva domaća rock poema “Negdje na kraju u zatišju”, prva rock tema koja je trajala dulje od 10 minuta. Melodiju je skladao Slobodan Kovačević na stihove Želimira Altarca Čička.
U prosincu 1969. godine Ismet Nuno Aranutalić je otišao u vojsku i neće se više vratiti u Indexe. Kasnije je s Goranom Bregovićem i Zoranom Redžićem osnovao sastav Jutro, preteču Bijelog dugmeta. 
Početkom 1970. godine opet se događa jedna od brojnih personalnih promjena za klavijaturama. Đorđe Novković se pridružio grupi Pro arte, a zamijenio ga je Ranko Rihtman (ex Čičak, rođen 1948. u Sarajevu). Na natjecateljskoj rock večeri festivala Zagreb 70. Indexi su nastupili s pjesmom “Da sam ja netko”, koju je skladao Hrvoje Hegedušić, a tekst je napisala Maja Perfiljeva, i osvojili su drugo mjesto, iza Korni grupe. “Da sam ja netko”, uz “Svijet u kome živim” (muzika - Kovačević-Redžić, tekst - Želimir Altarac), objavljena je na singl ploči u izdanju zagrebačkog Jugotona. 
Sljedeće godine, također na rock večeri festivala Zagreb 71. Indexi su izveli ambicioznu kompoziciju “Izvor” (glazba Hegedušić, tekst Perfiljeva) i ovaj put osvojili prvo mjesto, ispred Korni grupe. Pjesma nažalost nikada nije snimljena i objavljena na pločama. Iz grupe odlazi Ranko Rihtman i novi orguljaš je Vlado Pravdić (ex Vokinsi, Ambasadori), ali će i on od jeseni krenuti dalje (odlazi u grupu Jutro Gorana Bregovića), pa je klavijaturist Indexa postao Enco Lesić (ex Dalmatini, Split). Iste godine na festivalu Vaš šlager sezone Indexi su s pjesmom Milana Đajića “Da li postoji ljubav” osvojili su drugo mjesto publike. 
U siječnju 1972. godine u glazbenoj emisiji “Maksimetar” TV Beograd, Indexi promoviraju pjesmu Enca Lesića “Sve ove godine” koja je postala mega-hit (1981. godine pjesmu je u ska formi obradilo Bijelo dugme). Lesić je ubrzo napustio Indexe i u Zagrebu osnovao grupu Spektar. S Indexima je ponovo Vlado Pravdić koji je u grupi ostao do 1973. godine kada je prešao u grupu Jutro (od 1974. godine Bijelo dugme). 
U proljeće 1972. godine Indexi nastupaju na prvom Boom festivalu, održanom u Ljubljani, a koncertni snimak pjesme “Hej ti, mlado momče” (glazba Ljupče Konstatinov, tekst Maja Perfiljeva) zabilježen je na dvostrukom albumu s ovog festivala. Potom nastupaju na Zagrebfestu s pjesmom "Sanjam" (Hrvoje Hegedušić, Maja Perfiljeva), da bi ubrzo po povratku u Sarajevo napravili i pjesmu "Balada" (glazba Fadil Redžić i Slobodan Kovačević, stihovi Maja Perfiljeva), koja je uz “Sanjam” objavljena na još jednom izuzetno popularnom singlu grupe (Jugoton, 21. 06. 1972.). 
Desetogodišnjicu postojanja proslavili su u kasnu jesen 1972. godine rasprodanim koncertom u sarajevskoj "Skenderiji". U studenom (novembru) iste godine, s četverogodišnjim zakašnjenjem, napokon je objavljen (maxi) singl s “Plimom”. Ploča je dostigla visok tiraž i postala evergreen u karijeri Indexa.

### Promjena stila
Početkom 1973. godine došlo je do čudne glazbene fuzije sa sastavom Pro arte. U to vrijeme Indexi su opet ostali bez orguljaša, pa su s Đorđem Novkovićem, čiji je sastav Pro arte također bio u personalnoj krizi, izmislili neobično rješenje – spajanje dvije grupe. Uz Novkovića, grupi je pristupio i pjevač Vladimir Savčić Čobi, pa su djelovali pod imenom Pro arte - Indexi. Na festivalima su birali ime u ovisnosti od toga s kojim pjevačem su nastupali. U toj postavi su otišli na turneju po Bugarskoj i snimak njihovog nastupa je pod imenom "Indexi + Pro Arte" objavila izdavačka kuća Balkanton. 
U travnju 1973. godine Indexi su osvojili prvo mjesto na festivalu Vaš šlager sezone s pjesmom Aleksandra Koraća “Predaj se srce”, koja im je donijela i prvi zlatni singl. Ovo je prijelomni trenutak u karijeri Indexa, koji sve više napuštaju avangardni rock izraz i počinju se baviti tzv. laganim notama.
U studenom 1973. godine Kovačević i Popović su otišli u vojsku i grupa nije radila godinu dana. Pauzu su popunili nastupom na Opatijskom festivalu s pjesmom “Samo su ruže znale” kao i singlovima koje su snimili prije prestanka rada. U to vrijeme je izašao njihov prvi LP album, ali ne s novim pjesmama, nego kao kompilacija najuspešnijih kompozicija sa singlova. 
Krajem 1974. godine grupa je nastavila s radom. Umjesto bubnjara Miroslava Šaranovića (koji je prešao u Ambasadore) za bubnjevima je sada bio Milić Vukašinović (ex Čičak, Mića, Goran i Zoran), a klavijature je, umjesto Novkovića koji je u međuvremenu preselio u Zagreb, svirao profesor glazbe Miroslav Maraus. 
Uoči Nove 1975. godine grupa je objavila singl s pjesmama “Bacila je sve niz rijeku” (muzika Fadil Redžić, tekst Kemal Monteno) i “Pogrešan broj”. Na spektakularnom koncertu koji je 22. veljače 1976. održan u Skenderiji, pod nazivom “Povratak Indexa”, doživjeli su očekivan trijumf. Poslije tog nastupa krenuli su na turneju po Jugoslaviji, a predgrupa im je bio novi sastav Teška industrija, predvođen klavijaturistom Gaborom Lenđelom. Tokom turneje iz grupe je otišao Maraus, a u grupu se vratio Enco Lesić. Na Opatiji 75 Indexi su izveli Lenđelovu pjesmu “Ti si mi bila naj naj”, a na festivalu Vaš šlager sezone osvojili su treće mjesto publike s pjesmom “Volim te” Aleksandra Koraća. Na Splitskom festivalu predstavili su se s pjesmom Đorđi Peruzovića “Obala pusta, obala vrela”. 
U drugoj polovici 1975. godine Davorin Popović je realizirao solo album “Svaka je ljubav ista (osim one prave)” koji su snimili kompletni Indexi. Ploča je promovirana velikim koncertom 21. veljače 1976. godine u Skenderiji, a Davorina Popovića su i na koncertu pratili Indexi i njihov novi klavijaturist Nenad Jurin (rođen 1953. u Sarajevu, ex Cod). 
Indexi su po običaju nastupili na festivalu Vaš šlager sezone, s Redžićevom pjesmom “Moja Hana”, a Davorin Popović je dobio nagradu za najbolju interpretaciju. Na festivalu Beogradsko proleće s pjesmom “Stani malo zlato moje” Aleksandra Koraća osvojili su treću nagradu publike. 
U ljeto 1976. godine Indexi su ponovno otišli na turneju po SSSR-u, a zatim su sa Zdravkom Čolićem odsvirali turneju po jadranskoj obali. Krajem 1976. godine Milić Vukašinović je prešao u Bijelo dugme, a bubnjeve su po potrebi svirali Perica Stojanović (ex Ambasadori) i Đorđe Kisić. 
Ambiciozni album Modra rijeka na stihove pjesnika Maka Dizdara iz zbirki “Kameni spavač” i “Modra rijeka” Indexi su objavili 1978. godine i poslije dugo godina vratili se jakoj autorskoj glazbi. LP su producirali Nikola Borota i Indexi, materijal je miksan u Münchenu, kao gosti su svirali Tihomir Pop Asanović i Ranko Rihtman, stihove je recitirao glumac Fabijan Šovagović, a omot ploče je likovno opremio slikar Mersad Berber.
Nakon ovog izvanrednog albuma, Indexi su nastavili s izvođenjem hitova zabavno-glazbene orijentacije nižući pjesme kao što su "Ispili smo zlatni pehar", "Pozovi me na kavu", "310 poljubaca" i "Pozdravi Sonju". 
Godine 1984. Davorin Popović je na svom drugom solo albumu “S tobom dijelim sve” snimio pjesme Kemala Montena, Kornelija Kovača i Fadila Redžića. U studiju su ga pratili Indexi, a produkciju je radio Nenad Jurin. 
Godine 1986. Indexi su objavili četvorostruku LP kompilaciju s izborom najuspješnijih snimaka. Nešto izmijenjen materijal objavljen je 1991. godine i na dvostrukom CD-u. Uz Korni grupu, Time, YU grupu, R.M. Točak band i Dragu Mlinareca, Indexi su nastupili na koncertu održanom u Zagrebu 22. svibnja 1987. u velikoj dvorani Doma sportova. Na dvostrukom živom albumu “YU rock legende” (Jugoton 1987.), snimljenom na tom nastupu, našle su se i njihove pjesme “Sve ove godine”, “Balada”, “Plima” i “Bacila je sve niz rijeku”.  Nešto kasnije isti koncert je ponovljen u Beogradu.
U okviru glazbe za film Kuduz koju je pripremio Goran Bregović, Davorin Popović je otpjevao obradu stare sevdalinke "Voljelo se dvoje mladih" koja je pod imenom “Žute dunje” objavljena na ploči “Kuduz” (Diskoton 1989.).

### Kraj karijere
Tijekom rata u BiH grupa Indexi nije radila, ali su snimili pjesmu "Ulica prkosa". Davorin Popović, Đorđe Kisić i Fadil Redžić su cijelo vrijeme bili u Sarajevu, Bodo Kovačević je bio u Pragu, a Ranko Rihtman u Izraelu. 
Davorin Popović je 1995. godine s pjesmom “XXI vijek” Zlatana Fazlića predstavljao Bosnu i Hercegovinu na Eurosongu u Dublinu. Ona je, uz devet drugih pjesama, objavljena na trećem Davorinovom samostalnom albumu “S tobom dijelim sve” (kuriozitet: isti naziv kao i drugog albuma), a potpisana je kao Davorin Popović i Indexi. Uz stare materijale pjesme su skladali Zlaja Arslanagić, Kemal Monteno, braća Mulahalilović (ex Hari Mata Hari), te Zlatan Redžić. 
Tijekom 1995. godine Indexi su službeno obnovili rad. Uz Popovića i Kovačevića sastav su činili bubnjar Peco Petej, basist Davor Črnigoj i klavijaturist Sinan Alimanović (rođen 1954. godine u Leskovcu) koji je svojevremeno bio član grupe Kosovski božuri iz Prištine, a od sredine devedesetih postao je direktor muzičke produkcije RTV BiH. Tri puta su nastupali u Londonu, a bili su česti gosti i u drugim europskim prijestolnicama. Siječnja 1996. godine svirali su pet uzastopnih koncerata u zagrebačkoj dvorani "Vatroslav Lisinski". 
Krajem travnja održali su tri rasprodana koncerta u beogradskom Sava centru i jedan u novosadskom SPENS-u. Publika ih je dočekala s oduševljenjem. Kao gosti na njihovim beogradskim nastupima sudjelovali su Kornelije Kovač, Nenad Milosavljević (Galija) i Vladimir Savčić Čobi, a najavio ih je Dušan Prelević. Na koncertu u Novom Sadu dobrodošlicu im je poželio Đorđe Balašević. 
Godine 1999. Indexi su objavili tek drugi studijski album "Kameni cvjetovi", na kojemu su se vratili svom izvornom rocku zvuku, koji se najviše ogledao u tretmanu gitara i orgulja. Kao gosti na snimanju su sudjelovali Ekaterina Averianova (čelo), Željka Katavić, Alen Mustafić i Dragoljub Savić (prateći vokali). Autori skladbe su Slobodan Kovačević i Ranko Rihtman, tekstova Maja Perfiljeva i Abdulah Sidran, a na ploči se našla obrada sevdalinke "Snijeg pade na behar na voće". 
Snimak posljednjeg nastupa Indexa u sarajevskoj "Zetri", održanog 1. listopada 1999. godine objavljen je na duplom disku "1. listopada. 1999. Zetra". Te večeri s njima su kao gosti nastupali Kornelije Kovač, Seid Memić-Vajta, Goran Bregović, Milić Vukašinović, Hari Varešanović, Mladen Vojičić Tifa i članovi sarajevske grupe 7 Up. 
Posljednji koncert Indexa održan je u Banjoj Luci, u dvorani Borik, 5. svibnja 2001. godine.
Davorin Popović je umro 18. lipnja 2001. godine, a članovi grupe su odlučili prestati s radom. 
U BiH je ustanovljena godišnja Nagrada Davorin koja se dodjeljuje najuspješnijim glazbenicima. Na prvu godišnjicu Popovićeve smrti glazbena produkcija RTV BiH objavila je CD singl "Pjesma za Davora", koju je napisao Zlatan Fazlić Fazla, a uz njega su pjevali Dado Topić, Aki Rahimovski i Mladen Vojičić Tifa. 
Bodo Kovačević je umro 22. ožujka 2004. godine. Bubnjar Đorđe Kisić je umro 25. studenog 2005. godine, a prvi bubnjar grupe Nedo Hadžihasanović 3. veljače 2006. godine.

## Diskografija
Singlovi
“Sedam veličanstvenih” / “Nikada” / “Večeras u gradu mladih” / “Atlantis” (PGP RTB 1964.)
“Naše doba” / “Pružam ruke” / “Zašto je prazan čitav svijet” / “Jednom smo se svađali” (PGP RTB 1967.)
“Drugi čovjek” / “Ako jednom budeš sama” / “Jutro će promijeniti sve” (PGP RTB 1968.)
“Ne želim tvoju ljubav” / “Šabn-dabn-šabn-du-bajo” (Jugoton 1969.)
“Svijet u kome živim” / “Da sam ja netko” (Jugoton 1971.)
“Krivac si ti” / “Sve ove godine” (Jugoton 1972.)
“Sanjam” / “Balada” (Jugoton 1972.)
“Plima” / “Ugasila je plamen” / “Povratak Jacka Trbosjeka i ostalog zla” (Jugoton 1972.)
“Predaj se srce” / “Budi kao more” (Jugoton 1973.)
“Jedina moja” / “I tvoje će proći” (Diskoton 1973.)
“Samo su ruže znale” / “Samoćo, ljubavi moja” (Diskoton 1974.)
“Ding-da-da” / “Da l’ smo ljudi” (Diskoton 1974.)
“Bacila je sve niz rijeku” / “Pogrešan broj” (Diskoton 1974.)
“Volim te” / “Ti si mi bila naj, naj!” (Diskoton 1975.)
“Obala pusta, obala vrela” / “Prva ljubav” (Diskoton 1975.)
“Moja Hana” / “Noćni susreti” / “Stani malo, zlato moje” / “Putovi” (Diskoton 1976.)
“I mi i nas dvoje” / “Kad se hoće, sve se može” (Diskoton 1976.)
“Samo jednom” / “Kupala se cura jedna u potoku pod planinom” (Jugoton 1977.)
“U jednim plavim očima” / “Ana” (Diskoton 1977.)
“Voljela je Sjaj u travi” / “Pokaži mi dlan” (Jugoton 1977.)
“Ispili smo zlatni pehar” / “Sviđaš mi se” (Diskoton 1978.)
“Pozovi me na kafu” / “Slovo o čovjeku” (Jugoton 1978.)
“310 poljubaca” / “Bilo je lijepo” (Jugoton 1978.)
"Živjela Jugoslavija" / “Prazne noći a beskrajni dani” (Diskoton 1979.)
“Njene oči, usne, ruke” / “Oj, Neretvo” (Jugoton 1980.)
“Betonska brana” / “Da l’ oblak zna” (Jugoton 1981.)
"Pozdravi Sonju" / "Na svoj način" / "Dobar dan, tugo" (Diskoton 1983.)
Albumi
“Indexi” (Jugoton 1974. kompilacija)
“Indexi” (Diskoton 1977. kompilacija)
“Modra rijeka” (Jugoton 1978.)
“Sve ove godine” (Diskoton 1986. kompilacija, četvorostruki)
"Indexi" (Diskoton 1991. kompilacija CD)
"Kameni cvjetovi" (Halix Produkcija 1999.)
"01. 10. 1999. Zetra" (Komuna 2001. koncertni 2 CD)
"Best of Indexi" (Komuna 2001. kompilacija 2 CD)
"U inat godinama 1964-1999" (Croatia Records 2007, kompilacija 2 CD)
Davorin Popović solo
Singl
“Ja sam uvijek htio ljudima da dam” / “Crveno svetlo” (PGP RTB 1976.)
Albumi
“Svaka je ljubav ista (osim one prave)” (Diskoton 1976.)
“S tobom dijelim sve” (Diskoton 1984.)
"S tobom dijelim sve" (Croatia Records, 1995)
"Za vašu dušu" (Pelex 1995.)
"XXI vijek" (Pelex 1995.)

## Članovi
- Ismet Nuno Arnautalić, ritam gitara (do 1969.)
- Slobodan Bobo Misaljević, solo gitara (do 1965.)
- Đorđe Uzelac, klavijature (do 1965.)
- Šefo Akšamija, bas (do 1965.)
- Nedo Hadžihasanović, bubanj (do 1963.)
- Alija Hafizović, vokal (povremeno 1963. – 1964.)
- Davorin Popović, vokal (od 1964. do 2001.)
- Đorđe Kisić, bubanj (1964. – 1968. / 1977. – 1991. / 1999. – 2001.)
- Fadil Redžić, bas (od 1965. do 1996.)
- Slobodan Bodo Kovačević, solo gitara (od 1965. do 2001.)
- Kornelije Kovač, klavijature (1967. – 1968.)
- Đorđe Novković, klavijature (1968. – 1969. / 1973.)
- Miroslav Šaranović, bubanj (1968. – 1973.)
- Ranko Rihtman, klavijature (1969. – 1970. / kasnije: stalni pridruženi član)
- Vlado Pravdić, klavijature (1971. – 1973.)
- Enco Lesić, klavijature (1971. – 1972. / 1975.)
- Miroslav Maraus, klavijature (1974.)
- Milić Vukašinović, bubanj (1974. – 1975.)
- Nenad Jurin, klavijature (1976. – 1996.)
- Perica Stojanović, bubanj (1976.)
- Sinan Alimanović, klavijature (1980. – 1983. / 1997. – 2001.)
- Peco Petej, bubanj (1995. – 2001.)
- Sanin Karić, bas (1996. – 1997.)
- Davor Črnigoj, bas (1998. – 2001.)